# مانفريد مان
مانفريد مان (بالإنجليزية: Manfred Mann)‏ هو عازف بيانو ومنتج أسطوانات وملحن وكاتب أغاني بريطاني، ولد في 21 أكتوبر 1940 في جوهانسبرغ في جنوب أفريقيا.

## وصلات خارجية
- الموقع الرسمي
- مانفريد مان على موقع IMDb (الإنجليزية)
- مانفريد مان على موقع ميوزك برينز (الإنجليزية)
- مانفريد مان على موقع أول موفي (الإنجليزية)
- مانفريد مان على موقع قاعدة بيانات الأفلام السويدية (السويدية)
- مانفريد مان على موقع إن إن دي بي (الإنجليزية)
- مانفريد مان على موقع أول ميوزيك (الإنجليزية)
- مانفريد مان على موقع ديسكوغز (الإنجليزية)
- مانفريد مان على موقع ديسكوغز (الإنجليزية)
- مانفريد مان على موقع قاعدة بيانات الفيلم (الإنجليزية)
- مانفريد مان على موقع كينوبويسك (الروسية)